# BattleSphere
BattleSphere is een videospel dat werd ontwikkeld en uitgegeven door 4Play/ScatoLogic voor de Atari Jaguar. Het spel werd uitgebracht op 29 februari 2000. Het conmputerspel is 3D ruimtesimulator waarbij gevochten moet worden.

## Ontvangst
| Beoordeeld door | Datum           | Score |
| --------------- | --------------- | ----- |
| Defunct Games   | 7 augustus 2004 | 95%   |
| neXGam          | 2009            | 92%   |